# Arbejdsmiljøloven
Arbejdsmiljøloven er en rammelov, der indeholder krav til arbejdsmiljøet, der skal overholdes på alle danske arbejdspladser. I formålsparagraffen i arbejdsmiljøloven hedder det, at:  Målet er at sikre et sikkert og sundt arbejdsmiljø, der til enhver tid er i overensstemmelse med den tekniske og sociale udvikling i samfundet.
Fortolkningen og vurderingen af arbejdsmiljøet er afhængig af den samfundsmæssige og sociale udvikling og loven suppleres løbende med bekendtgørelser, der mere detaljeret fortæller, hvordan lovens mål kan opfyldes på forskellige arbejdsmiljøområder.
Arbejdsmiljøloven er således en samling af regler, der beskriver krav og anvisninger til forsvarlig udførelse af forskellige typer lønarbejde.
De vigtigste områder omhandler blandt andet arbejdets udførelse, f.eks at arbejdet skal planlægges, tilrettelægges og udføres således, at det sikkerheds- og sundhedsmæssigt er fuldt forsvarligt. Arbejdspladsens indretning, tilrettelæggelse af pauser, toilet- bade- og spiseforhold, ensformigt gentaget arbejde (EGA), personlige værnemidler m.v.
Hvileperioder og fridøgn som blandt andet siger, at man skal have mindst 11 timers hvile pr. døgn og et ugentligt fridøgn. 

## Ekstern henvisning
- Lovbekendtgørelse af lov om arbejdsmiljø Arkiveret 11. september 2009 hos  Wayback Machine
- Emneside om love og regler på Videncenter for Arbejdsmiljøs portal Arkiveret 19. december 2013 hos  Wayback Machine
- Læs mere om arbejdsmiljølovgivningen

| Erhverv og erhvervsliv | Spire Denne artikel om erhverv, erhvervsliv og arbejdsmarked er en spire som bør udbygges. Du er velkommen til at hjælpe Wikipedia ved at udvide den. |